# Hoofdroute Heilig Kruisgebergte

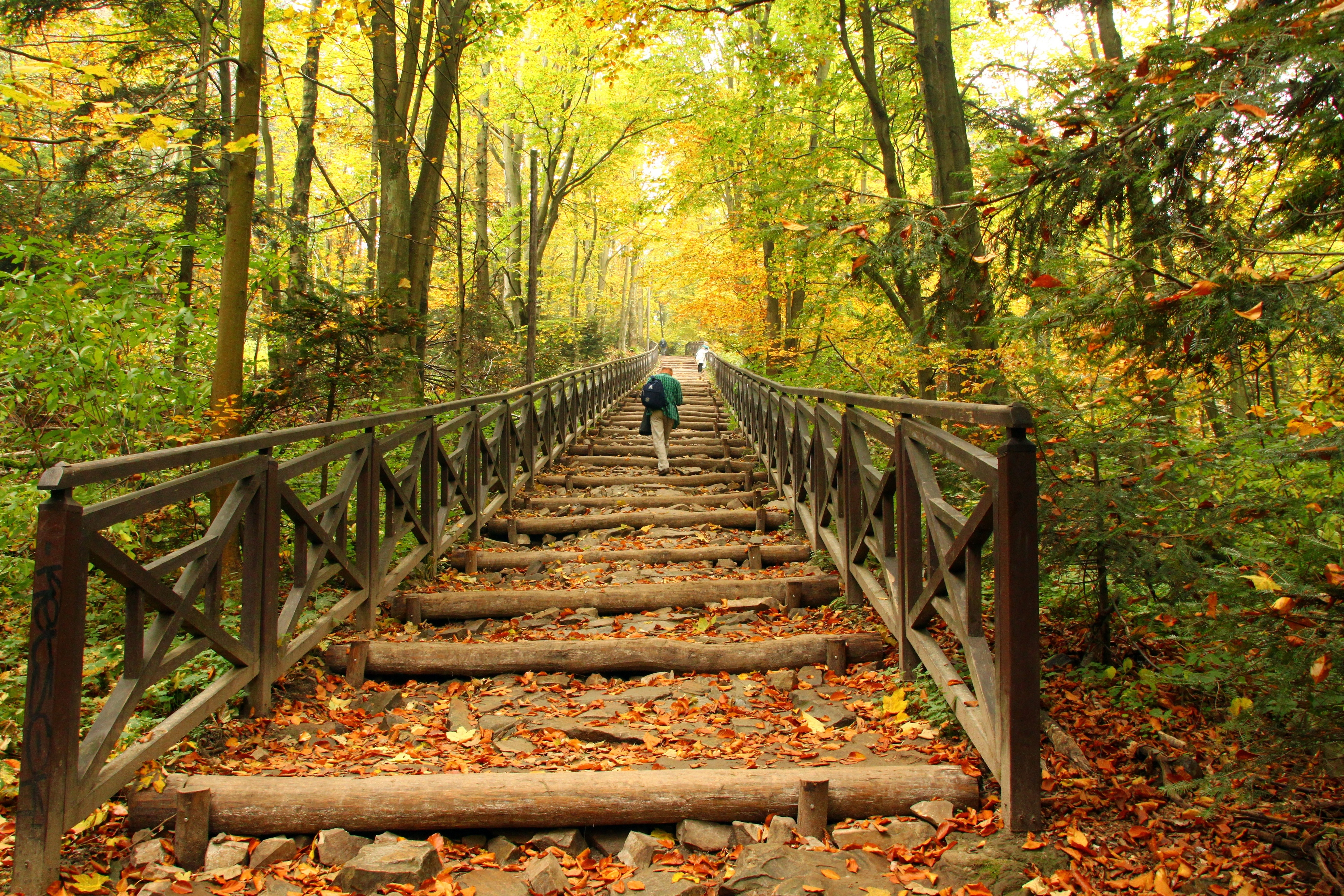

De Hoofdroute Heilig Kruisgebergte (Pools: Główny Szlak Świętokrzyski (im. Edmunda Massalskiego)) is een gemarkeerd langeafstandswandelpad in Polen. De wandelroute van 105 kilometer door het Heilig Kruisgebergte loopt van  Świeradów-Zdrój tot Prudnik. De route werd aangelegd in 1947.